# Rejon szczigrowski
Rejon szczigrowski (ros. Щигровский район) – jednostka administracyjna wchodząca w skład obwodu kurskiego w Rosji.
Centrum administracyjnym rejonu jest miasto Szczigry.

## Geografia
Powierzchnia rejonu wynosi 1265,36 km².
Graniczy z miejskim okręgiem miasta Szczigry i z rejonami:, kurskim, zołotuchińskim, sołncewskim, czeriemisinowskim, timskim oraz z kołpniańskim obwodu orłowskiego.
Główne rzeki to: Tuskar (27 km nurtu w rejonie), Rać (31 km), Szczigor (15 km), Kosorża (20 km), Krasnaja (14 km), Tieriebuż (14 km).

## Historia
Rejon powstał w roku 1928 z ówczesnego ujezdu szczigrowskiego, a w 1934 wszedł w skład nowo utworzonego obwodu kurskiego. W 1956 do rejonu szczigrowskiego przyłączono rejon kriwcowski.

## Demografia
W 2018 rejon zamieszkiwało 9975 mieszkańców (wyłącznie na terenach wiejskich).

## Miejscowości
W skład rejonu wchodzi: 18 sielsowietów i 166 miejscowości.